# Bundelmycena
De bundelmycena (Mycena arcangeliana) is een schimmel behorend tot de familie Mycenaceae. Hij leeft saprotroof op hout. Hij komt voor op takken en stronken van loofhout, met voorkeur voor Fagus en Fraxinus. Hij groeit in kleine groepjes. Soms komt hij massaal voor op verterende rieten daken.

## Kenmerken

### Uiterlijke kenmerken
Hoed
De hoed heeft een diameter van 1 tot 4 cm. De kleur is wittig-gelig tot grijsbruin met een olijfgroene tint. De randzone lichter van kleur en doorschijnend gestreept. De vorm is klokvormig tot vlak gewelfd, soms met stompe umbo. Het oppervlak is droog of wat vettig.
Lamellen
De lamellen staan dicht opeen. Ze zijn opstijgend, vrijwel vrij. De kleur is wittig, bleek roze, gelig of grijzig.
Steel
De steel heeft een lengte van 2 tot 4 cm en een dikte van 1 tot 2 mm. De steel is langer dan de diameter van de hoed. De kleur is licht tot donker grijs met een witdonzige basis. De steel heeft een violette zweem die verdwijnt naarmate het ouder wordt. De steel is fijn bepoederd. De steelbasis bevat kenmerkende myceliale dons.
Geur en smaak
De geur is melig of radijsachtig. Bij opdrogen ruikt deze mycena naar jodoform. Ze zijn niet eetbaar.
Sporenprint
De sporenprint is wit.

### Microscopische kenmerken
Ze hebben een donkeren kleur na reactie met Melzers reagens of Lugol. De sporen meten 7-8 × 4,5-5 µm. Er zijn een groot aantal hyaliene cheilocystidia (cystidia op de lamelrand) die knotsvormig of ovaal zijn. Ze hebben dunne celwanden en zijn bedekt met graanachtige wratten. De pleurocystidia (cystidia op het lameloppervlak) lijken qua uiterlijk op elkaar. De pileipellis bestaat uit met wratten bedekte hyfen van 2 tot 4,5 µm breed en tot 30 µm lang. De buitenste laag van de steel bestaat uit hyfen met korte, cilindrische haren. De hyfen hebben gespen

## Verspreiding
De bundelmycena komt alleen voor in Europa. Hij staat als kwetsbaar op de Rode Lijst van Bedreigde Schimmels in Noorwegen. In Nederland komt hij zeer algemeen voor en is hij geen bedreigde soort.

## Foto's

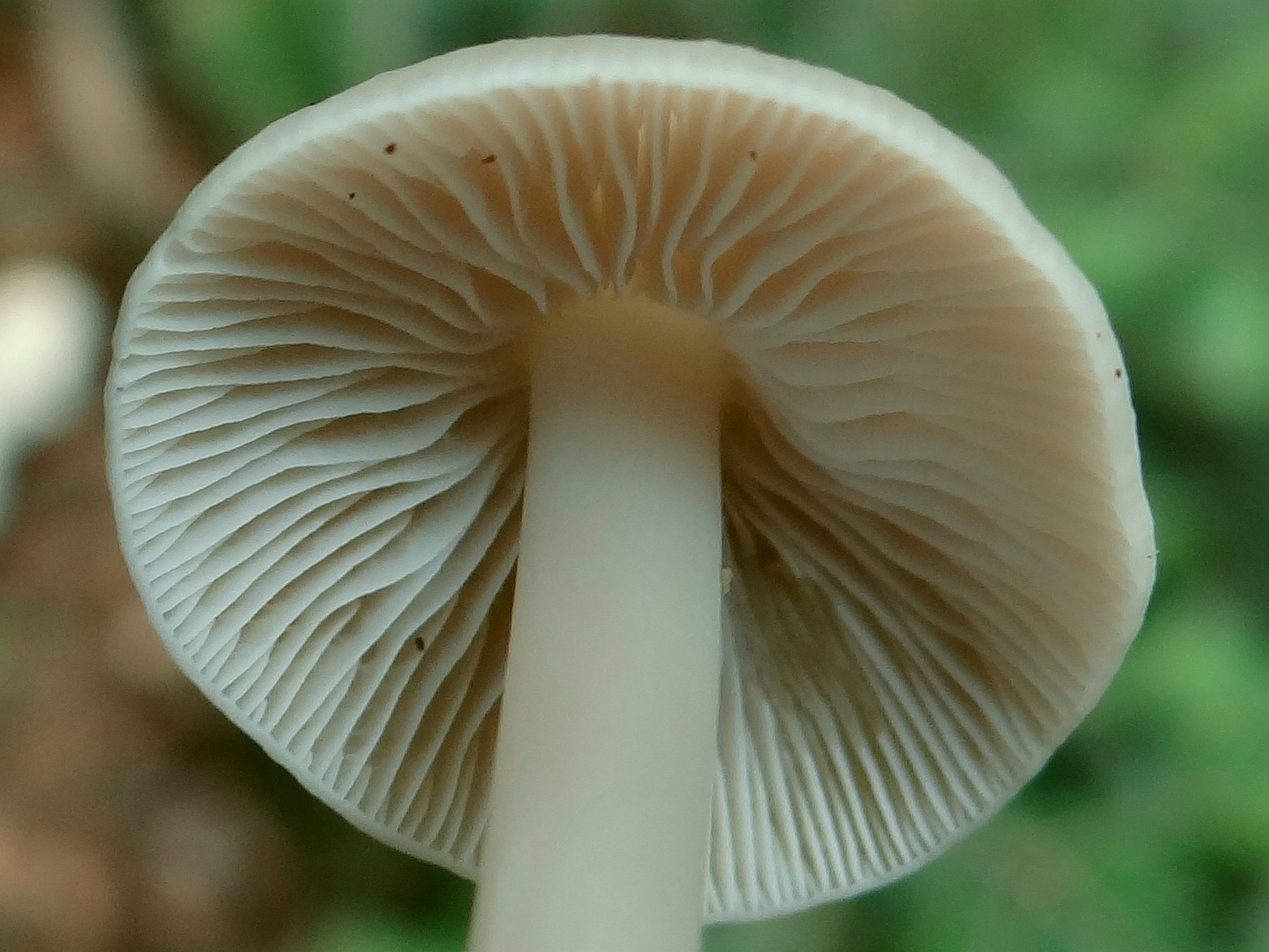
Lamellen
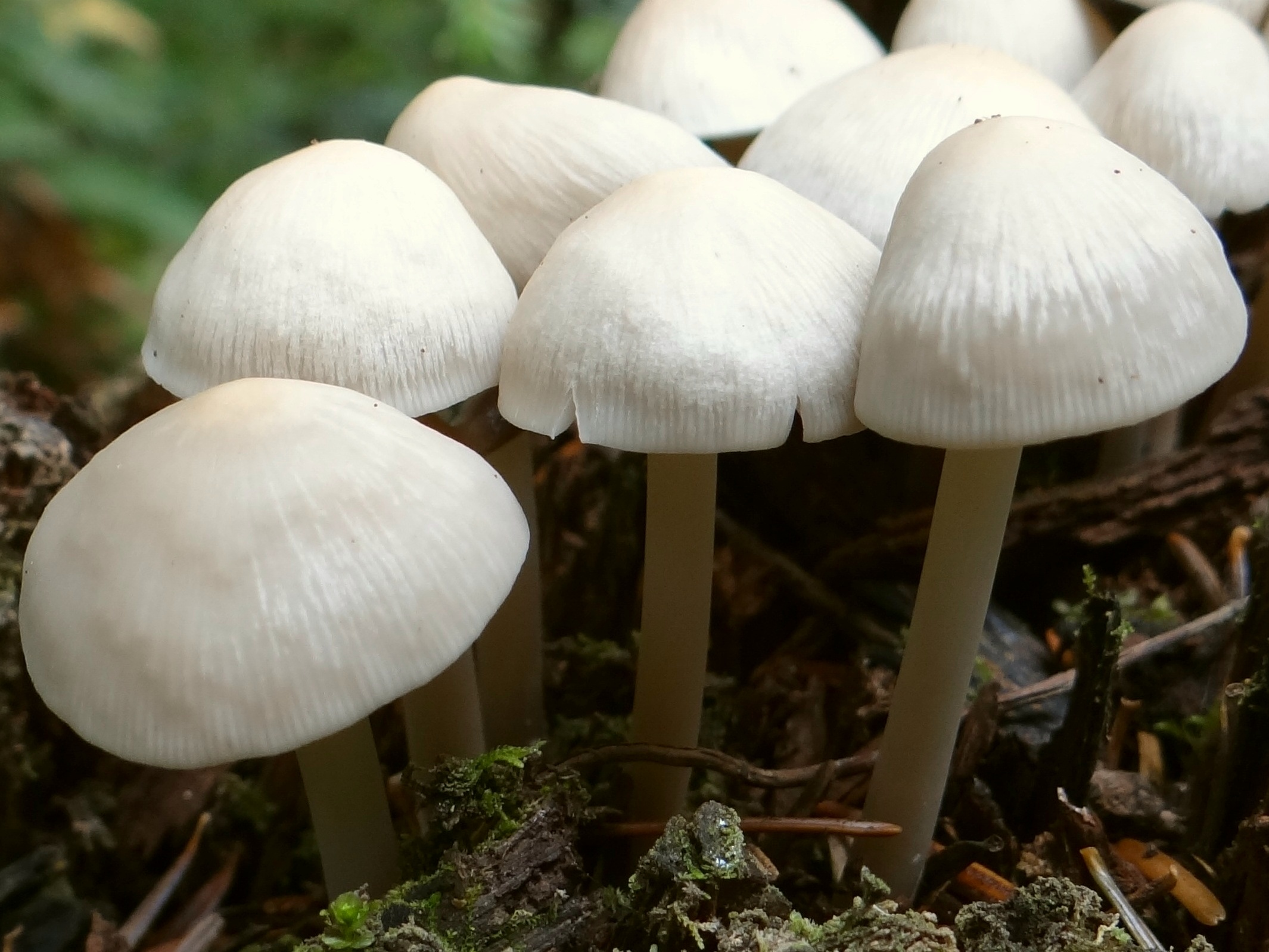
Hoed
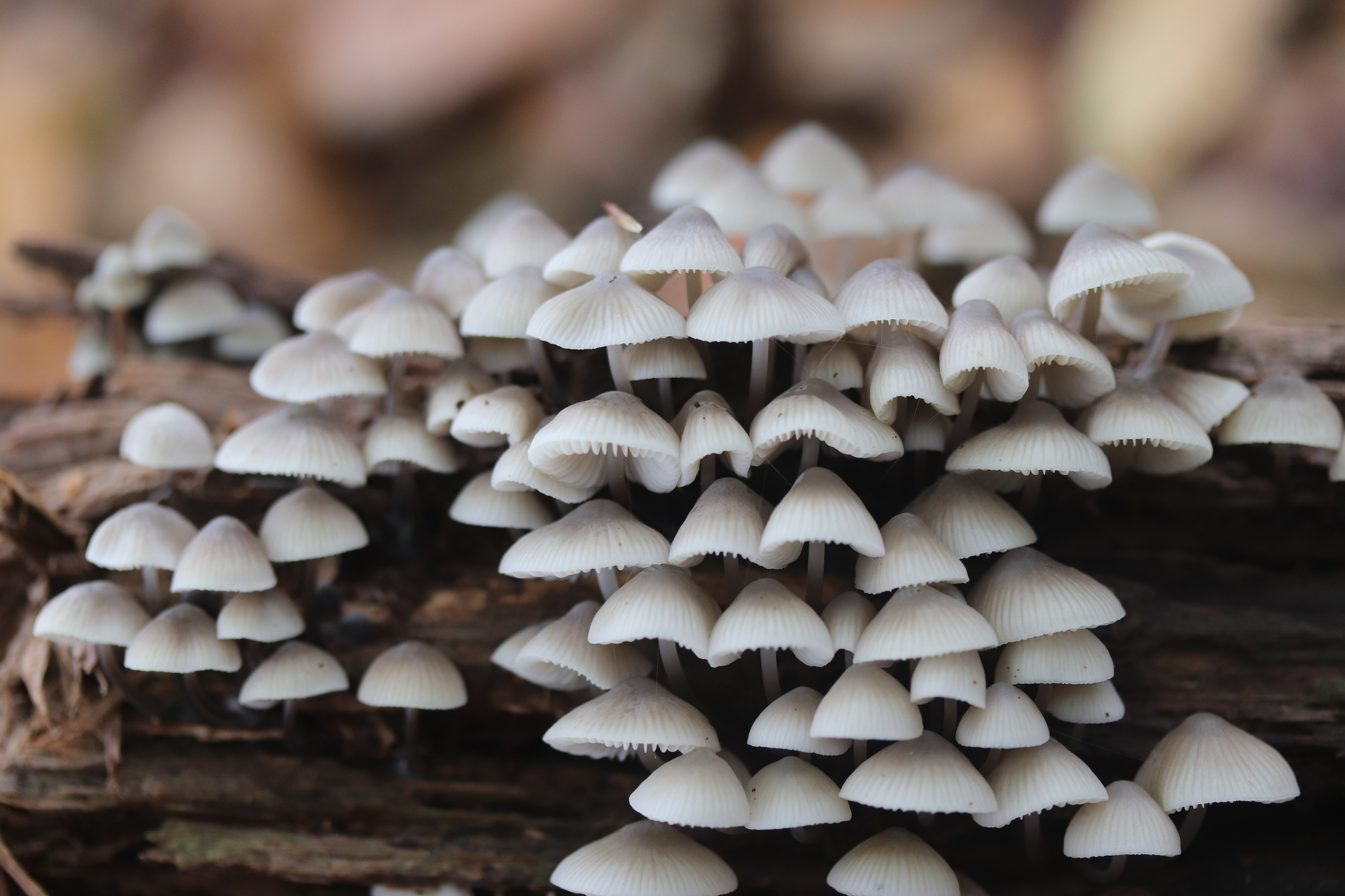
Groepje